# Julieta Pareja
Julieta Pareja (* 18. Februar 2009) ist eine US-amerikanische Tennisspielerin.

## Karriere
Pareja spielt bisher vor allem Turniere auf der ITF Women’s World Tennis Tour, wo sie bislang einen Titel im Einzel gewinnen konnte.
2021 gewann sie im Juni das USTA National Level 3 Tournament der U12 im Los Caballeros Racket and Sport Club in Fountain Valley, sowie im August die USTA National Championships der U12 im Windward Lake Club in Alpharetta, im Einzel und Doppel, wo sie im Finale im Einzel Isabelle Thi Deluccia Deluccia mit 6:4 und 6:1 besiegte.
2022 gewann sie im Januar die Les Petits As im Le Mondial Lacoste in Tarbes, wo sie im Finale Annabel Hristova mit 4:1 und 4:2 besiegte. Im Februar gewann sie das USTA National Level 2 Tournament im Claremont Tennis Club in Claremont. Im Juli gewann sie den Titel der U14 bei den National Clay Court Championships im Frank Veltri Tennis Center in Plantation.
2023 erreichte sie im Juli bei den National Clay Court Championships im Athletic Club Alabama in Huntsville und im August bei den USTA National Championships im Barnes Tennis Center in San Diego das Halbfinale, das sie jeweils gegen die spätere Siegerin Kristina Liutova verlor.
2024 gewann sie im Mai das USTA National Level 2 Tournament im Surprise Tennis & Racquet Complex in Surprise und im Juni konnte sie ihren ersten ITF-Titel im Einzel in Rancho Santa Fe gewinnen.
Nachdem sie im Juni und Juli ein weiteres J100 und J200 gewinnen konnte, erhielt sie im August eine Wildcard für die Qualifikation zum Dameneinzel der US Open, wo sie mit Siegen über Kayla Day und Lucrezia Stefanini, in die dritte Qualifikationsrunde einzog, dort aber gegen Kimberly Birrell den Einzug ins Hauptfeld verpasste.

## Turniersiege

### Einzel
| Nr. | Datum         | Turnier         | Kategorie | Belag     | Finalgegnerin | Ergebnis      |
| --- | ------------- | --------------- | --------- | --------- | ------------- | ------------- |
| 1.  | 23. Juni 2024 | Rancho Santa Fe | ITF W15   | Hartplatz | Kimmi Hance   | 5:7, 6:1, 6:4 |